# Pawas
Pawas (eigentlich Pawas Gupta) ist ein indischer DJ und Musikproduzent in der elektronischen Musikszene.

## Leben
Pawas ist in Indien geboren und aufgewachsen und hat dort eine klassische Erziehung als Musiker genossen. Hierbei hat das indische Schlaginstrument Tabla eine entscheidende Rolle gespielt. Unabhängig davon erlernte er weitere Instrumente, wie Percussion, Bassgitarre und Keyboard, in Eigenregie.
Mit 17 Jahren begann er seine Karriere als DJ in der Heimat Indien. 2004 zog er nach Europa um und fasste in der dortigen elektronischen Musikszene schnell Fuß. Danach startete er auch mit dem Produzieren von Tracks und konnte im Jahr 2007 mit dem Release „Katang“, den er mit dem DJ Daso zusammen produzierte, die Musikszene beeindrucken.
In seiner weiteren Karriere veröffentlichte er bei verschiedenen Plattenlabels, wie z. B. Spectral Sound, Flash, Squonk und Night Drive Music. Die Releases „Bummelzug“, „Det“ und „Piano Rain“ waren direkte Erfolge in der Szene und wurden von vielen anerkannten DJs gespielt, wie z. B. Dubfire, John Digweed, Hernan Cattaneo, Marc Romboy, Jimpster, Satoshie Tomiie uvm.
Seine Karriere führte ihn in verschiedene deutsche Clubs, wie zum Beispiel Rote Sonne in München, Cookies in Berlin, und Baalsaal in Hamburg.

## Musikstil
Pawas Musikstil bewegt sich zwischen Deep House mit Detroiter Einflüssen und vermischt sich mit weiteren Elementen aus House und Techno.

## Diskografie
Singles & EPs:
- Never Met Them EP, Flash Recordings, 2007
- Playtex EP, Fear Of Flying, 2007
- Music For Lazy People EP, Night Drive Music, 2008
- Mazo EP, Fear Of Flying, 2008
- BLM & Pawas - Online EP, Fear Of Flying, 2009
- Imagination, Night Drive Music, 2010
- Pawas & Jalebee Cartel - Rapchik EP, Ostwind Records, 2010
- Iron Curtis / BLM & Pawas - Stranded / Waiting Game Remix, Sudden Drop, 2010
- BLM & Pawas - Waiting Game, Sudden Drop, 2010
- Rain Rain EP, Mina Records, 2011